# Scotti Brothers Records
Scotti Brothers Records, conocido regularmente como Scotti Bros. Records,  fue un sello discográfico con sede en California fundado por Tony y Ben Scotti en 1974.

## Historia
Su primer éxito fue el lanzamiento de sencillos y álbumes de la estrella del pop adolescente Leif Garrett. Más tarde ayudaron a lanzar las carreras de David Hallyday, Felony, Survivor y "Weird Al" Yankovic, este último bajo su marca Rock 'n' Roll Records. También firmaron a James Brown con un contrato de grabación a mediados de la década de 1980, así como al acto británico Flag con David Cairns de Secret Affair y Archie Brown. Tommy Puett lanzó su único álbum Life Goes On en 1990 bajo Scotti Brothers Records.
El sello, al igual que los propios hermanos Scotti, dirigía una productora independiente de películas, Scotti Bros. Pictures, y estaba asociado con la empresa de sindicación de televisión All American Television (que más tarde se convirtió en parte de All American Communications después de involucrarse en la producción y distribución de Baywatch, donde algunos artistas discográficos de Scotti Bros. hicieron apariciones ocasionales en el programa) desde el inicio de la compañía. En 1996, Scotti Brothers Records pasó a llamarse All American Music Group, pero el nombre de Scotti Brothers se mantuvo como sello de All American, junto con los sellos hermanos Street Life y Backyard.
Después de que Pearson PLC compró All American en 1997, los contratos, maestros y catálogos de Scotti Brothers se vendieron a la subsidiaria de Zomba Records, Volcano Entertainment, que luego fue comprada por Sony Music Entertainment. Todos los artistas de Scotti Bros. fueron eliminados, con la excepción de "Weird Al" Yankovic y Survivor, quienes fueron cambiados a Volcano.
El catálogo de Scotti Brothers Records ahora es propiedad exclusiva de Volcano Entertainment.